# Yukihiro Doi
Yukihiro Doi (18 de setembro de 1983, Osaka, Japão) é um ciclista japonês. A sua estreia a fez em 2004 com a Shimano Racing e posteriormente no Skil/Argos-Shimano até à temporada de 2012. Retirou-se em 2018 depois de 15 anos como profissional.

## Biografia
Desde o seu passo a profissionais só tem conseguido uma vitória numa etapa. Em 2008 conseguiu um terceiro posto na sexta etapa do Tour do Japão. Foi o primeiro japonês que correu na Volta a Espanha.

## Palmarés
2012
- Campeonato do Japão em Estrada

## Resultados nas Grandes Voltas e Campeonatos do Mundo
| Carreira           | 2004 | 2005 | 2006 | 2007 | 2008 | 2009 | 2010 | 2011 | 2012 | 2013 | 2014 | 2015 | 2016 | 2017 | 2018 |
| ------------------ | ---- | ---- | ---- | ---- | ---- | ---- | ---- | ---- | ---- | ---- | ---- | ---- | ---- | ---- | ---- |
| Giro d'Italia      | -    | -    | -    | -    | -    | -    | -    | -    | -    | -    | -    | -    | -    | -    | -    |
| Tour de France     | -    | -    | -    | -    | -    | -    | -    | -    | -    | -    | -    | -    | -    | -    | -    |
| Volta a Espanha    | -    | -    | -    | -    | -    | -    | -    | 150º | 139º | -    | -    | -    | -    | -    | -    |
| Mundial em Estrada | -    | -    | -    | -    | -    | -    | 72º  | -    | Ab.  | -    | Ab.  | -    | -    | -    | -    |

-: não participa

Ab.: abandono

## Equipas
- Shimano Racing (2004)
- Shimano Memory Corp/Skil-Shimano/Project 1t4i/Argos-Shimano (2005-2012)
  - Shimano Memory Corp (2005)
  - Skil-Shimano (2006-2011)
  - Project 1t4i (2012, até 29 de março)
  - Argos-Shimano (2012, desde o 30 de março)
- Team Ukyo (2013-2015)
- Matrix-Powertag (2016-2018)